# Tennis vid olympiska sommarspelen 2004
Vid olympiska sommarspelen 2004 i Aten avgjordes fyra grenar i tennis, två för herrar och två för damer. 170 tävlande från 52 länder deltog.

## Medaljfördelning

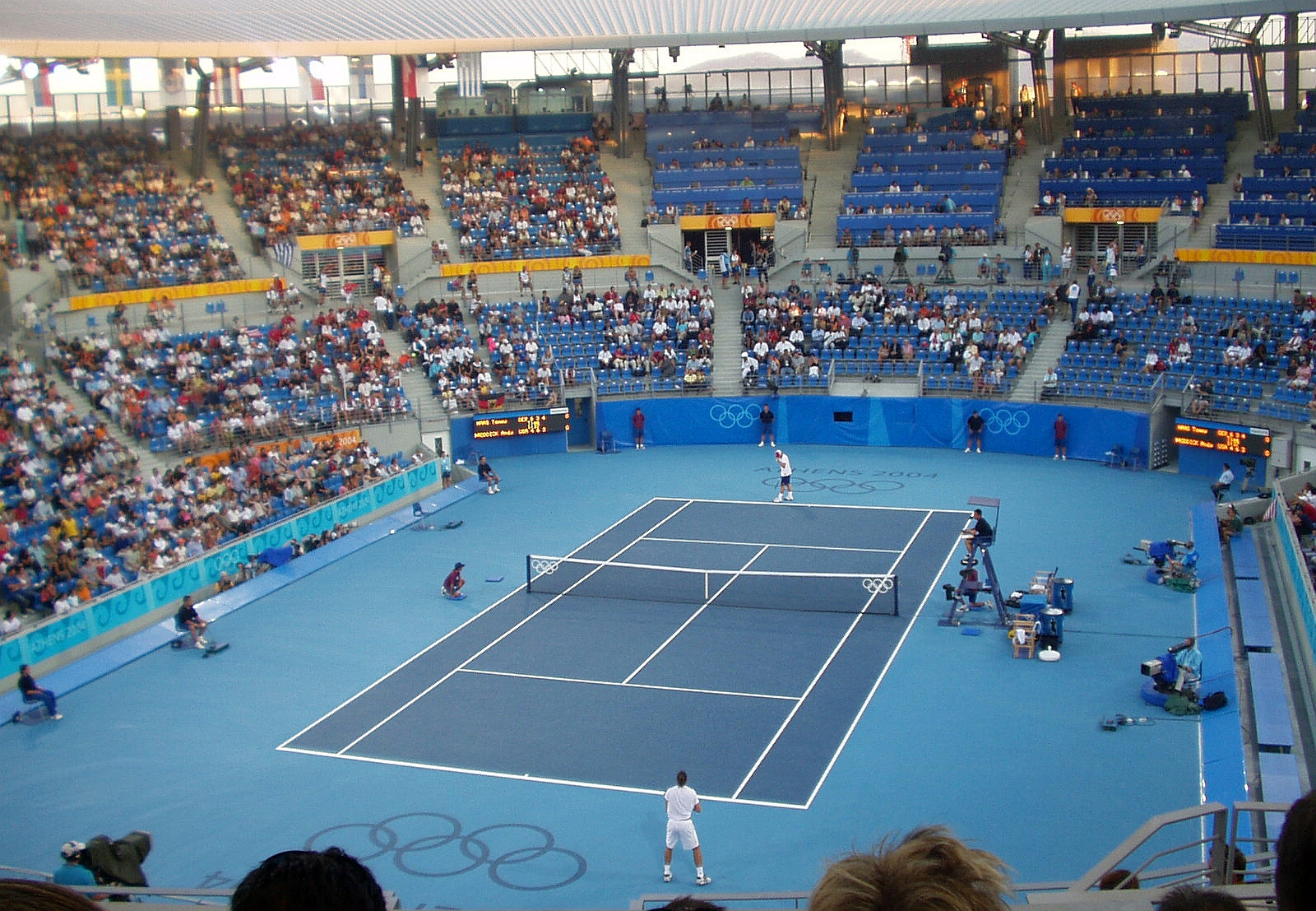
Andy Roddick mot Tommy Haas. 4-6, 6-3, 9-7 i den andra omgången

| Pl. | Nation     | Guld | Silver | Brons | Totalt |
| --- | ---------- | ---- | ------ | ----- | ------ |
| 1   | Chile      | 2    | 0      | 1     | 3      |
| 2   | Belgien    | 1    | 0      | 0     | 1      |
| 2   | Kina       | 1    | 0      | 0     | 1      |
| 4   | Frankrike  | 0    | 1      | 0     | 1      |
| 4   | Tyskland   | 0    | 1      | 0     | 1      |
| 4   | Spanien    | 0    | 1      | 0     | 1      |
| 4   | USA        | 0    | 1      | 0     | 1      |
| 8   | Argentina  | 0    | 0      | 1     | 1      |
| 8   | Australien | 0    | 0      | 1     | 1      |
| 8   | Kroatien   | 0    | 0      | 1     | 1      |

## Medaljörer
| Gren                   | Guld                                      | Silver                                               | Brons                                        |
| Herrsingel Detaljer... | Nicolás Massú Chile                       | Mardy Fish USA                                       | Fernando González Chile                      |
| Herrdubbel Detaljer... | Fernando González och Nicolás Massú Chile | Nicolas Kiefer och Rainer Schüttler Tyskland         | Mario Ančić och Ivan Ljubičić Kroatien       |
| Damsingel Detaljer...  | Justine Henin-Hardenne Belgien            | Amélie Mauresmo Frankrike                            | Alicia Molik Australien                      |
| Damdubbel Detaljer...  | Li Ting och Sun Tiantian Kina             | Conchita Martínez och Virginia Ruano Pascual Spanien | Paola Suárez och Patricia Tarabini Argentina |